# Израильско-литовские отношения
Израильско-литовские отношения — международные отношения между Израилем и Литвой. Израиль признал независимость Литвы в 1991 году. Обе страны установили дипломатические отношения в 1992 году. Израиль представлен в Литве через посольство в Вильнюсе. У Литвы есть посольство в Тель-Авиве и два почётных консульства в Герцлии и Рамат-Гане.
В Литве проживают 3 600 евреев. Оба государства являются полноправными членами Союза для Средиземноморья.

## История
В 2007 году литовские власти вызвали на допрос Ицхака Арада, борца с нацистами и бывшего директора Яд ва-Шем за партизанскую деятельность и убийства литовцев нееврейской национальности во время Второй мировой войны. Литовские власти подозревали Арада в участии в массовых убийствах литовцев во время войны. Тем не менее, израильские власти отклонили запрос литовцев.
В апреле 2012 года Литва назначила официального торгового атташе в Израиле. Это должно было способствовать развитию торговых отношений между странами, а также увеличению израильских инвестиций в экономику прибалтийской республики.
В июле 2013 года израильский президент Шимон Перес посетил Литву с государственным визитом во время которого встретился со своей коллегой Далей Грибаускайте. Во время визита президент Грибаускайте заявила: «Отношения с Государством Израиль крайне важны для Литвы и всего Евросоюза», а также добавила, что «Израиль и Литва имеют сильные дипломатические связи на протяжении 20 лет, мы видим Израиль как модель инновации и будем работать для укрепления отношений между двумя странами.».
4 сентября 2017 года прошла встреча главы израильского правительства Нетаньяху с главой МИД Литвы Линасом Антанасом Линкявичюсом. На встрече обсуждалось сотрудничество двух стран в области безопасности. Кроме того, Линкявичюс подарил Нетаньяху статуэтку девочки в память о еврейской общине в литовском городе Шедува, которое было полностью уничтожено. На кладбище этого города похоронена прабабушка Нетаньяху, а также бабушка и дедушка бывшего израильского президента Хаима Герцога.
В конце августа 2018 года глава правительства Израиля Биньямин Нетяньяху посетил Вильнюс с официальным визитом. Там он провёл встречу со своим литовским коллегой Саулюсом Сквернялисом, главой МИД и МВД Литвы. 24 августа Нетаньяху принял участие в проходящем в Литве саммите премьер-министров стран Балтии в Литовской национальной библиотеке, а также провёл отдельные переговоры с премьером Латвии Марисом Кучинскисом и премьером Эстонии Юри Ратасом. Стороны обсудили укрепление отношений между Израилем и странами Балтии, а также расширение сотрудничества в различных сферах. В компании главы литовского МИДа Линаса Линкявичюса и депутата Сейма Эмануэлиса Зингериса Нетаньяху посетил уцелевшую во время Второй мировой войны в Вильнюсе хоральную синагогу и встретился с представителями местной еврейской общины.
В январе 2019 года в Иерусалиме состоялась встреча между премьер-министром Литвы Саулюсом Сквернелисом и его израильским коллегой Биньямином Нетаньяху. На встрече присутствовали министр экономики Эли Коэн и министр экономики и инноваций Литвы Виргиниюс Синкявичюс. В марте Саулюс Сквернялис заявил, что собирается перенести посольство своей страны в Иерусалим в случае победы на президентских выборах.

## Военное сотрудничество
В 2016 году Литва закупила у Израиля оружейные системы SAMSON Mk II с дистанционным управлением для БТР. Систему будут оснащены 30-мм пушкой, пулеметом калибра 7,62 и противотанковым ракетным комплексом «Spike» в дальнобойной модификации.
До конца 2019 года Литва приобретёт у Израиля 5 радаров ближнего радиуса действия на общую сумму € 2,8 млн.
В августе 2023 года Департамент национальной безопасности Литвы по поручению правительства республики намеревается расширить договор об обмене секретной информацией с Израилем, подписанный в 2013 году. Предполагается, что он будет распространяться не только на военные вопросы, но и на вопросы, связанные с национальной безопасностью.